# Peggiopsis javana
Peggiopsis javana är en insektsart som beskrevs av Melichar 1914. Peggiopsis javana ingår i släktet Peggiopsis och familjen Derbidae. Inga underarter finns listade i Catalogue of Life.